# Pterostyrax hispidus
Espèce
Classification phylogénétique
Pterostyrax hispidus est une espèce de plantes à fleurs de la famille des Styracacées. C'est un arbre à feuilles caduques originaire du Japon.
(Synonyme : Halesia hispida - signalé par l'index IPNI)

## Description
Il s'agit d'un petit arbre à feuilles caduques pouvant atteindre 10 m de haut. Cette espèce reste généralement plus petite que les espèces Pterostyrax corymbosus ou Pterostyrax psilophyllus
Les feuilles, vert clair, sont alternes, simples et ovales de 7 à 22 cm de long sur 4 à 11 de large,  glabres sur le dessus et pubescentes à l'envers, en particulier sur les nervures. Le bord du limbe est en petites dents de scie.
Les fleurs, hermaphrodites, sont blanches, paniculées, en grappe pendante de 10 à 25 centimètres. Chaque fleur, de 1,5 centimètre de long, au calice campanulé aux lobes oblongs terminés en pointe effilée, porte 10 étamines, 5 petites et 5 plus longues que la corolle. Elles sont légèrement parfumées.
Le fruit est une drupe sèche obovoïde de 1,2 à 2,2 cm de long, à 10 nervures et densément velue jaune-brun.
Les feuilles prennent une coloration automnale vert-jaune, sans intérêt particulier.

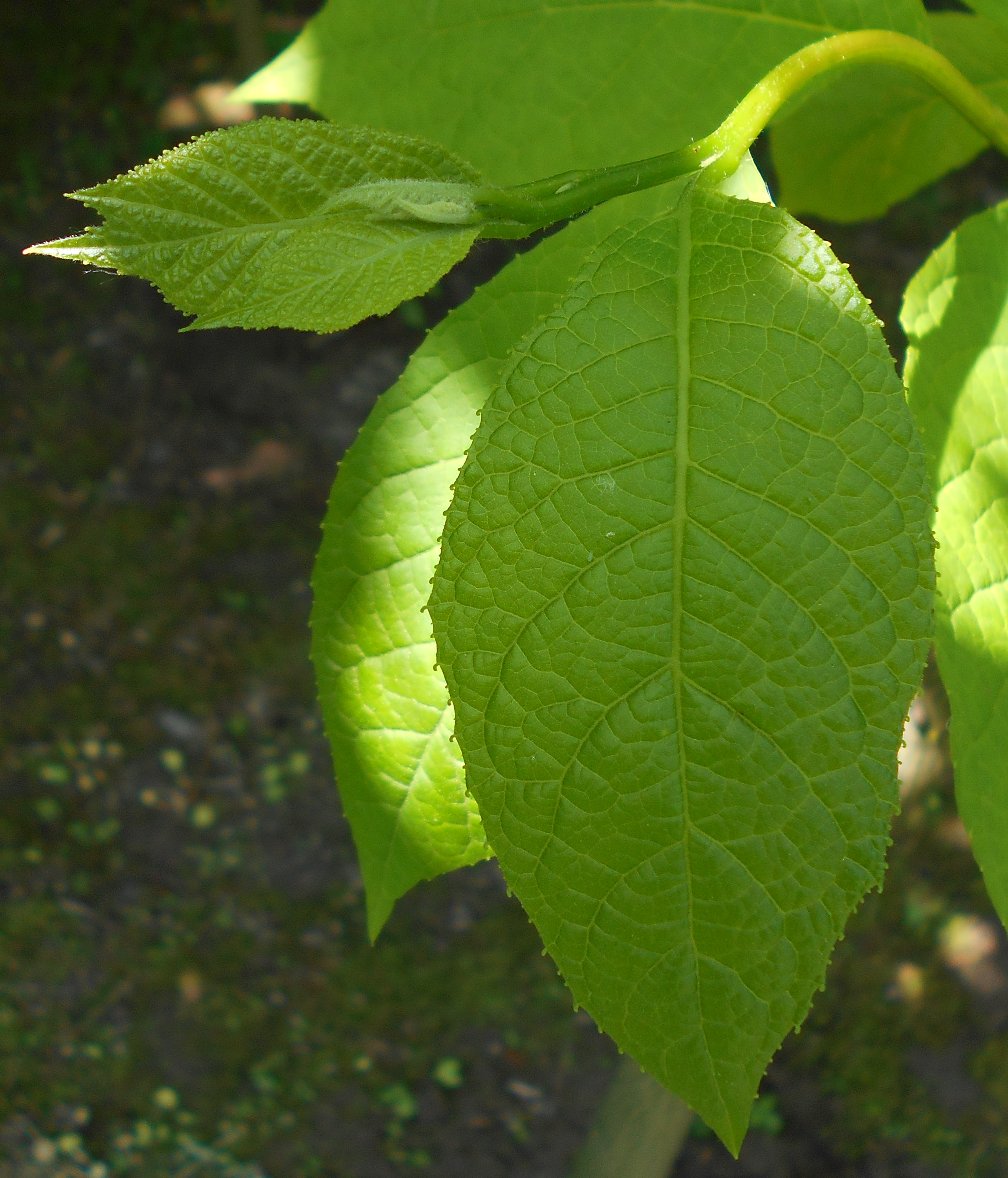
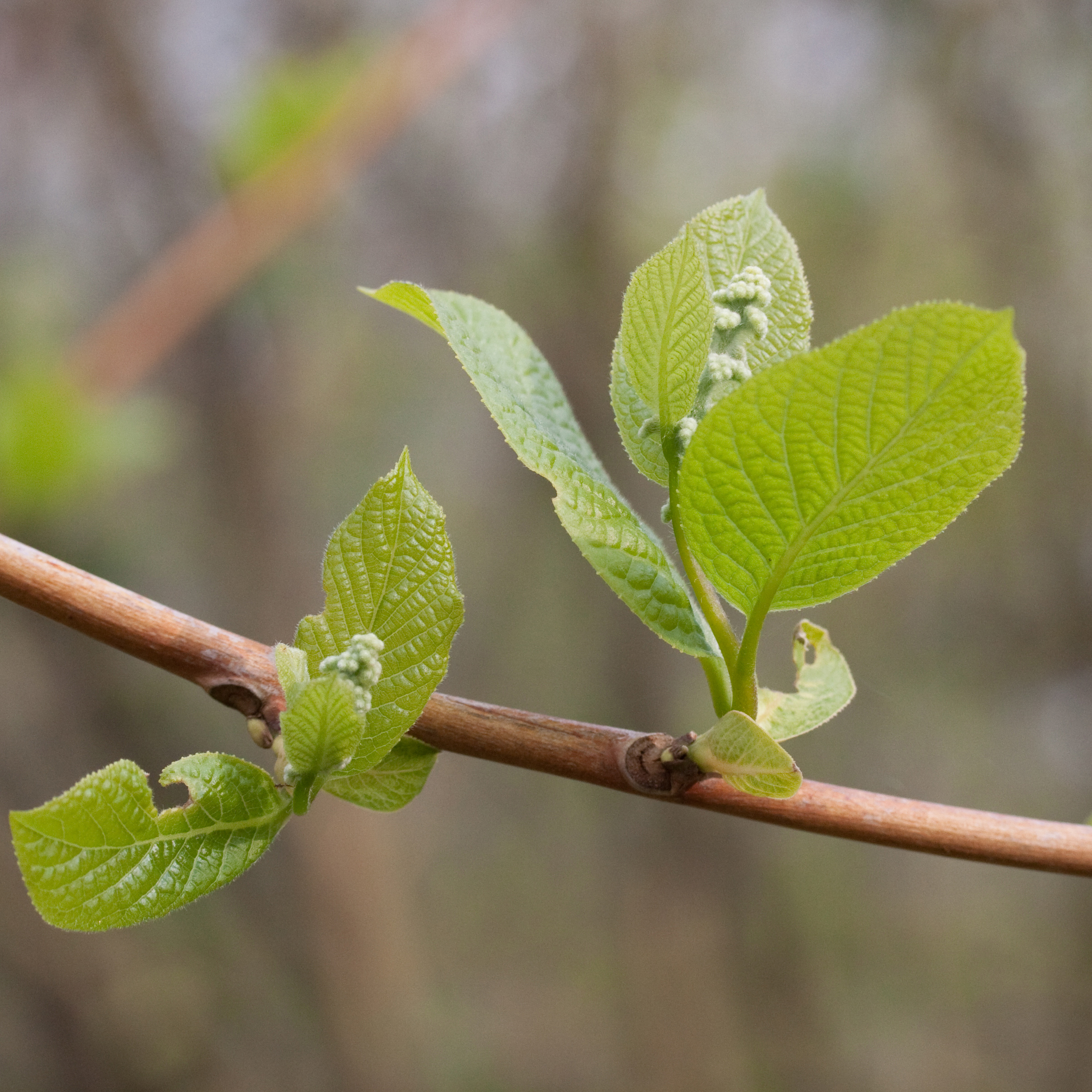
Bourgeons floraux.
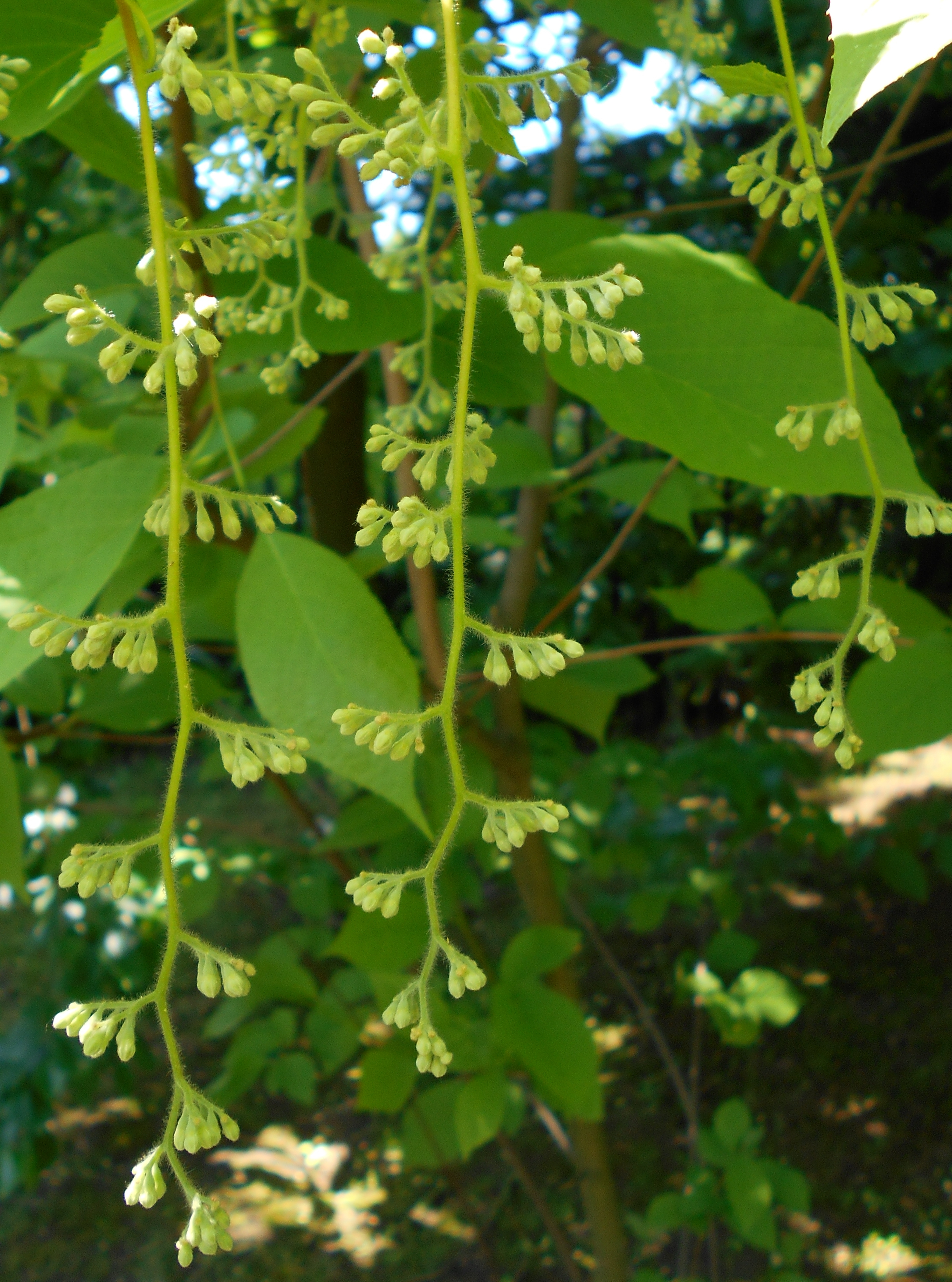
Début de floraison.
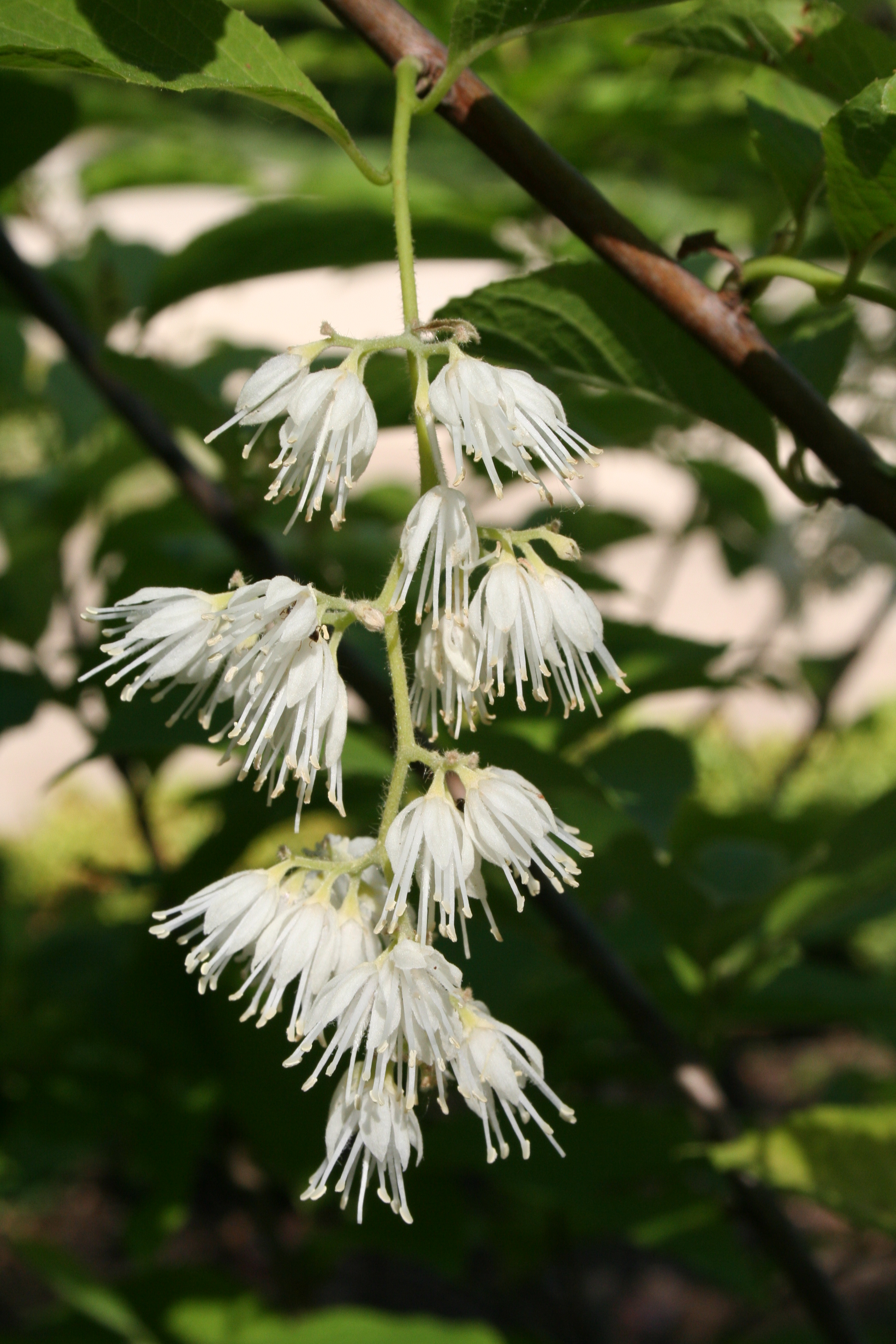
Fleurs.
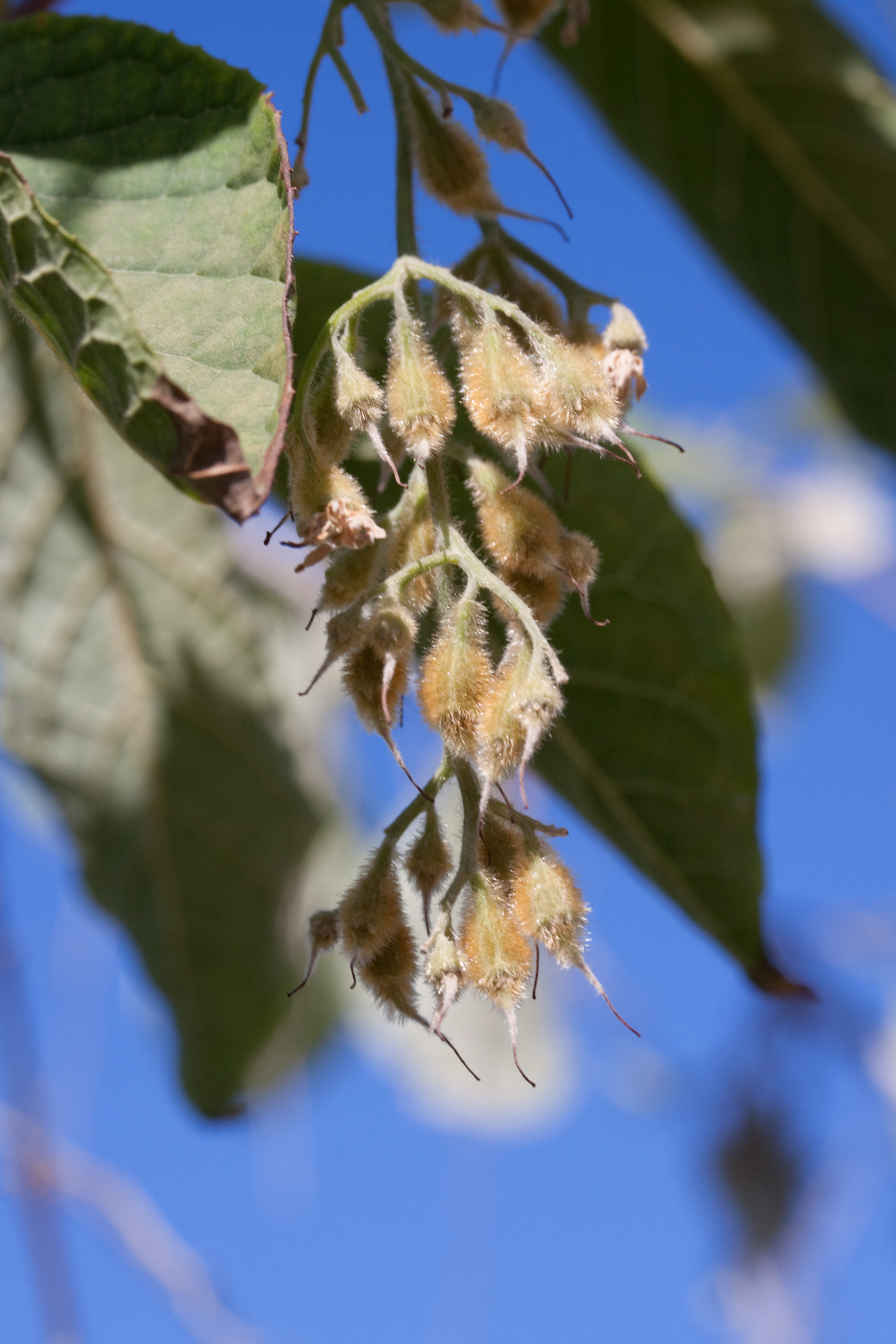
Jeunes fruits.

## Utilisation
D'abord espèce de collections botaniques, cet arbre commence à connaître une utilisation ornementale en France en raison de sa floraison abondante et parfumée.